# Aemona pealii
Aemona pealii är en fjärilsart som beskrevs av Wood-mason 1880. Aemona pealii ingår i släktet Aemona och familjen praktfjärilar. Inga underarter finns listade i Catalogue of Life.

## Bildgalleri

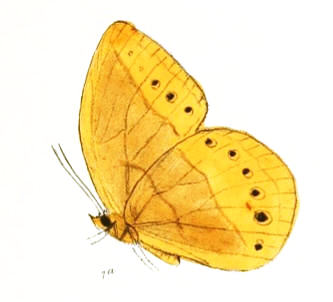
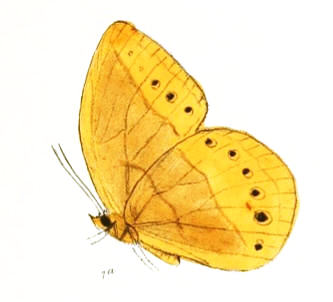